# Aingeville
Aingeville é uma comuna francesa na região administrativa de Grande Leste, no departamento de Vosges. Estende-se por uma área de 5,77 km². Em 2010 a comuna tinha 62 habitantes (densidade: 10,7 hab./km²).